# Frota G do Metrô de São Paulo
A Frota G do Metrô de São Paulo é uma série de TUES fabricados entre 2007 e 2009 pela Alstom para servir a Linha 2-Verde, que atualmente prestam serviços exclusivamente na Linha 3-Vermelha.

## História

### Projeto e construção
A aquisição dessa frota foi realizada através de um aditivo no contrato nº 00800310 assinado em 1992 e que previa a compra de 67 trens de 6 carros, divididos da seguinte forma :
- Lote I – 45 trens para a Linha Vila Madalena-Vila Prudente
- Lote II- 22 trens, sendo 16 para complementação de frota da Linha 3 e 6 para a expansão Itaquera- Guaianases.

Em 2007, a Companhia do Metropolitano de São Paulo realizou um aditivo de 15% no contrato do Lote II. Até então 11 trens desse contrato haviam sido entregues, sendo nomeados Frota E. A realização desse expediente ocasionou um imbróglio jurídico (vide seção Controvérsias). Os trens foram construídos na planta da Alstom, no bairro da Lapa em São Paulo e entregues em 2009. Durante a fase de projeto a adoção de ar condicionado gerou uma redução da altura interna dos trens, gerando controvérsias na imprensa.

### Operação
O primeiro trem foi entregue em 28 de março de 2009 na estação Alto do Ipiranga. 
Algum tempo depois foi descoberta uma falha nos eixos dos rodeiros, que permitiam um movimento longitudinal indevido ao longo do eixo. Esse movimento do rodeiro em relação ao eixo poderia causar um descarrilhamento. Com isso, toda a frota G foi recolhida para testes e reparos (que envolveram a troca dos eixos de todos os trens). Posteriormente foi descoberto que a IESA, subfornecedora da Alstom, prensou as rodas nos eixos com uma prensa hidráulica defeituosa.  

## Controvérsias
Para ampliar a frota, a Companhia do Metropolitano usou em 2007 o contrato de 1992 para adquirir mais 16 trens (um aditivo de 15% em relação ao contrato original). Assim foram adquiridos novos trens da Alstom, sendo nomeados frota G. A manobra jurídica foi posteriormente condenada pelo Tribunal de Contas do estado de São Paulo em novembro de 2017. Segundo o tribunal, a validade máxima dos contratos não pode ultrapassar cinco anos, sendo que o contrato de frota havia vencido em 1997 (atingindo também a Frota E, entregue apenas em 1999).